# 种子 (体育运动)
种子（英語：seed）是指在某项运动或赛事中，由抽签而进行初步排名的选手或队伍。选手或队伍被“安插”到对阵中，通常目的是为了让更好的选手在比赛后期相遇。该术语最早用于网球，其原理是将写有选手姓名的纸条像花园里的种子或幼苗一样排列成阶梯：小的在前，大的在后。